# Berliner Fußball Club Phönix
Berliner Fußball Club Phönix foi um clube alemão de futebol,da cidade de Berlim.
o clube esteve ativo desde o final da década de 1890 até 1903,quando o clube se fundiu com o Berliner FC Burgund para formar o Berliner Fußball Club Deutschland.o Berliner FC Phönix também é lembrado por ser um dos membros fundadores da Federação Alemã de Futebol em 1900.